# Enterococcus faecalis
Enterococcus faecalis is een bacterie uit het geslacht Enterococcus die typisch aanwezig is in het maag-darmstelsel van de gezonde mens. De bacterie leeft ook in het maag-darmstelsel van andere zoogdieren, van insecten, vogels en reptielen. Hij kan echter ook een ziekteverwekker zijn en levensbedreigende infecties veroorzaken, vooral in de ziekenhuisomgeving, waar een hoge mate van antibioticaresistentie bijdraagt aan de pathogeniciteit van E. faecalis.
Wanneer de bacterie aanwezig is in normale hoeveelheden, geeft hij bij gezonde mensen meestal geen problemen. Mensen in ziekenhuisinstellingen of met onderliggende gezondheidsproblemen hebben een hoger risico op het ontwikkelen van een infectie. Dit micro-organisme wordt daarom ook wel een pathobiont genoemd, vanwege zijn dubbele leefstijl als commensaal en als pathogeen. Wanneer hij als pathogeen optreedt kan dat onder andere endocarditis, peritonitis, meningitis, infecties van de urinewegen, van chirurgische wonden en bacteriëmie tot gevolg hebben.

## Kenmerken
E. faecalis is een Gram-positieve facultatief-anaerobe bacterie. Hij is buitengewoon resistent tegen de beschikbare antibiotica. Deze resistentie tegen antibiotica kan optreden als gevolg van de mogelijkheid van de bacterie om bijvoorbeeld antibiotica de cel uit te pompen of met behulp van enzymen af te breken. De bacterie heeft als gevolg van mutatie verschillende strategieën kunnen ontwikkelen om het immuunsysteem te omzeilen. Deze resistentie kan ook doorgegeven worden aan andere bacteriën door conjugatie en transposons, en zelfs andere soorten bacteriën via plasmiden.
Er zijn meer dan 58 soorten Enterococcus, waarvan E. faecalis en E. faecium de belangrijkste en meest voorkomende soorten zijn. E. faecium-soorten zijn voor 80% resistent tegen vancomycine en voor 90% tegen ampicilline, vergeleken met E. faecalis-soorten, die slechts voor 10% resistent zijn tegen vancomycine en voor het grootste deel gevoelig zijn voor ampicilline.

## Overdracht
De bacterie kan in oppervlaktewater voorkomen, aangezien veel dieren de bacterie als commensaal in de darmen bezitten. Hij komt veel in ziekenhuizen voor en wordt ook wel overgedragen door het ziekenhuispersoneel. Het algemeen gebruik van intravasculaire en urinale katheterapparaten kan ook bijdragen tot de verspreiding van infectie, aangezien deze instrumenten vaak de E. faecalis bacteriën bevatten. Deze creëeren namelijk biofilms op katheters en in bloedvaten. Ze zijn onder andere resistent tegen een pH van 9,9, tegen uitdroging, tegen zeep, zware metalen en ethanol en dat opgeteld met de resistentie tegen antibiotica betekent dat ze niet eenvoudig onschadelijk te maken zijn. 

## Wat isEnterococcus faecalis?
Tot 1984 was E. faecalis bekend als Streptococcus faecalis omdat wetenschappers de bacteriën eerder gecategoriseerd hebben als onderdeel van het geslacht Streptococcus. Volgens de Centers for Disease Control and Prevention (CDC) is E. faecalis verantwoordelijk voor ongeveer 80 procent van de gevallen van infectie bij de mens. De rest van de gevallen is meestal te wijten aan infectie met E. faecium.
De bacteriën kunnen infectie veroorzaken bij mensen als ze wonden, bloed of urine binnendringen. In het bijzonder mensen met een verzwakt immuunsysteem lopen risico's, zoals diegenen die:
- Zwakke immuniteit door ziekte of operatie hebben
- Kankerbehandeling hebben ondergaan
- Op dialyse zijn
- Een orgaantransplantatie krijgen
- HIV of AIDS hebben
- Een wortelkanaal hebben gehad